# Crevalcore
Crevalcore là một đô thị thuộc tỉnh Bologna trong vùng Emilia-Romagna nước Ý. Đô thị này có diện tích 102 km², dân số thời điểm 31 tháng 12 năm 2005 là 12.827 người.
Đô thị này có làng trực thuộc: Caselle, Bolognina, Sammartini, Palata Pepoli, Galeazza, Bevilacqua.
Đô thị này giáp các đô thị sau: Camposanto, Cento, Finale Emilia, Nonantola, Ravarino, San Giovanni in Persiceto, Sant'Agata Bolognese.